# یرسینیا
یرسینیا (Yersinia)، یکی از جنس‌های مهم خانواده انتروباکتریاسه است. یرسینیا، باسیل‌های گرم منفی و بی‌هوازی اختیاری هستند. برخی از گونه‌های یرسینیا در انسان، بیماریزا هستند مانند یرسینیا پستیس (Y. pestis) که عامل طاعون است. جوندگان به عنوان مخزن اصلی یرسینیا شناخته می‌شوند. عفونت به یرسینیا هم از طریق خون (یرسینیا پستیس) و هم از طریق گوارشی (مانند خوردن و آشامیدن سبزیجات، فراورده‌های لبنی و گوشت آلوده به مدفوع و ادرار حیوانات آلوده) انتقال پیدا می‌کند.
هنوز بحث‌هایی در مورد اینکه یرسینیا از طریق پروتوزوآ انتقال پیدا می‌کند، وجود دارد زیرا باکتری به عنوان انگل داخل سلولی اختیاری است. به همین دلیل، شاید از طریق آمیب‌ها انتقال پیدا کند.

## فیزیولوژی میکروبی
یکی از ویژگی‌های جالب یرسینیا، زنده ماندن و تکثیر فعال باکتری در دمای 1 تا 4 درجه سانتی گراد است (مانند غذاها و سالادهای موجود در یخچال!). یرسینیا به سرعت توسط مواد اکسیدکننده مانند پراکسید هیدروژن و پرمنگنات پتاسیم غیرفعال می‌شود.

## بیماریزایی
یرسینیا پستیس عامل بیماری طاعون است. بیماری ایجاد شده توسط یرسینیا انتروکولیتیکا(Y.enterocolitica)، یرسینیوز (Yersiniosis) نامیده می‌شود. یرسینیا سودوتوبرکلوزیس به ندرت ایجاد بیماری می‌کند. یرسینیا ممکن است با بیماری کرون (التهاب خودایمنی روده) مرتبط باشد. یرسینیا همچنین با نشانگان رایتر و آپاندیسیت کاذب مرتبط است.

## تاریخچه
یرسینیا اولین بار در سال ۱۸۹۴ توسط یرسین (باکتری‌شناس سوئیسی) و کیتاساتو (باکتری‌شناس ژاپنی) توصیف شد. یرسینیا پستیس در ابتدا پاستورلا پستیس نامیده می‌شد. در سال ۱۹۸۰، نام آن به یرسینیا پستیس تغییر یافت.

## درمان
درمان طاعون، با کمک آنتی بیوتیک‌هایی مثل استرپتومایسن صورت می‌گیرد.